# 工藤恒美
工藤 恒美（くどう つねみ、1933年11月17日 - ）は日本の漫画家、イラストレーター。日本漫画家協会会員。北海道札幌市出身。女性名に多い名前であるが男性である。

## 来歴・人物
北海道札幌東高等学校卒業。北海道大学で文部事務官を勤め、その間、おおば比呂司と出会い展覧会などの仕事に携わるようになる。また、札幌市の広報誌に4コマ漫画などを発表。その後、文部事務官を辞し1962年に上京。新聞の4コマ漫画を中心に執筆活動を行い、1981年『ツッパラサール学園』にて第27回文藝春秋漫画賞を受賞した。

## 作品リスト
- ゴキゲンくん（1960年代に全国の地方紙にて連載）
- ゴキゲン一家（1960年代に全国の地方紙にて連載）
- のんびりクン（1970年代に全国の地方紙にて連載）
- ツッパラサール学園
- ユックリくん（1980年代に全国の地方紙にて連載）
- ヘルシー家族（1990年代に全国の地方紙にて連載）